# Giải vô địch bóng đá nữ châu Âu 2005
Giải vô địch bóng đá nữ châu Âu 2005, có tên tiếng Anh là UEFA Women's Euro 2005, là giải đấu bóng đá nữ diễn ra từ 5 tới 19 tháng 6 năm 2005 ở Lancashire và Cheshire, Anh.
Đức giành chức vô địch thứ tư liên tiếp, đồng thời nâng tổng thành tích vô địch lên con số sáu. Đây là chức vô địch cuối cùng của huấn luyện viên Tina Theune-Meyer, người về hưu sau khi giải đấu kết thúc. Trong chín năm nắm quyền, bà giúp Đức giành ba chức vô địch châu Âu, hai huy chương đồng Thế vận hội, và chức vô địch thế giới 2003.

## Các đội tham dự
Có tám đội tham dự giải: chủ nhà Anh, cùng bảy đội vượt qua vòng loại. Các đội được chí làm hai bảng thi đấu vòng tròn một lượt, chọn ra hai đội thi đấu bán kết.
| Bảng A                                  | Bảng B                   |
| --------------------------------------- | ------------------------ |
| - Anh - Thụy Điển - Phần Lan - Đan Mạch | - Đức - Pháp - Na Uy - Ý |

## Vòng loại
Vòng loại được tổ chức từ 22 tháng 3 tới 3 tháng 10 năm 2004.

## Trọng tài
| Anh - Amy Rayner - Wendy Toms Ba Lan - Katarzyna Nadolska Bắc Ireland - Andi Regan Cộng hòa Séc - Dagmar Damková - Hana Spackova Croatia - Blazenka Logarusic Hoa Kỳ - Kari Seitz | Hungary - Gyöngyi Gaál România - Floarea Cristina Ionescu - Irina Mirt Slovakia - Alexandra Ihringova - Miroslava Migalova Tây Ban Nha - Yolanda Parga Rodriguez Thụy Sĩ - Elke Lüthi - Nicole Petignat |

## Kết quả

### Vòng bảng

#### Bảng A
| Đội       | Tr | T | H | B | BT | BB | HS | Đ |
| --------- | -- | - | - | - | -- | -- | -- | - |
| Thụy Điển | 3  | 1 | 2 | 0 | 2  | 1  | +1 | 5 |
| Phần Lan  | 3  | 1 | 1 | 1 | 4  | 4  | 0  | 4 |
| Đan Mạch  | 3  | 1 | 1 | 1 | 4  | 4  | 0  | 4 |
| Anh       | 3  | 1 | 0 | 2 | 4  | 5  | −1 | 3 |

Phần Lan và Đan Mạch bằng điểm. Phần Lan lọt vào bán kết nhờ thắng trong trận đối đầu trực tiếp.
| Thụy Điển     | 1–1      | Đan Mạch      |
| ------------- | -------- | ------------- |
| Ljungberg 21' | Chi tiết | Rasmussen 29' |

| Anh                                           | 3–2      | Phần Lan                   |
| --------------------------------------------- | -------- | -------------------------- |
| Valkonen 18' (l.n.) · Barr 40' · Carney 90+1' | Chi tiết | Rantanen 56' · Kalmari 88' |

| Anh                  | 1–2      | Đan Mạch                       |
| -------------------- | -------- | ------------------------------ |
| Williams 52' (ph.đ.) | Chi tiết | M. Pedersen 80' · Sørensen 88' |

| Thụy Điển | 0–0      | Phần Lan |
| --------- | -------- | -------- |
|           | Chi tiết |          |

| Anh | 0–1      | Thụy Điển   |
| --- | -------- | ----------- |
|     | Chi tiết | Sjöström 3' |

| Phần Lan                | 2–1      | Đan Mạch     |
| ----------------------- | -------- | ------------ |
| Kalmari 6' · Kackur 16' | Chi tiết | Sørensen 45' |

#### Bảng B
| Đội   | Tr | T | H | B | BT | BB | HS | Đ |
| ----- | -- | - | - | - | -- | -- | -- | - |
| Đức   | 3  | 3 | 0 | 0 | 8  | 0  | +8 | 9 |
| Na Uy | 3  | 1 | 1 | 1 | 6  | 5  | +1 | 4 |
| Pháp  | 3  | 1 | 1 | 1 | 4  | 5  | −1 | 4 |
| Ý     | 3  | 0 | 0 | 3 | 4  | 12 | −8 | 0 |

| Đức         | 1–0      | Na Uy |
| ----------- | -------- | ----- |
| Pohlers 61' | Chi tiết |       |

| Pháp                         | 3–1      | Ý              |
| ---------------------------- | -------- | -------------- |
| Lattaf 16' · Pichon 20', 30' | Chi tiết | Di Filippo 83' |

| Đức                                              | 4–0      | Ý |
| ------------------------------------------------ | -------- | - |
| Prinz 11' · Pohlers 18' · Jones 55' · Mittag 74' | Chi tiết |   |

| Na Uy         | 1–1      | Pháp               |
| ------------- | -------- | ------------------ |
| Herlovsen 66' | Chi tiết | Mugneret-Béghé 20' |

| Pháp | 0–3      | Đức                                           |
| ---- | -------- | --------------------------------------------- |
|      | Chi tiết | Grings 72' · Lingor 77' (ph.đ.) · Minnert 83' |

| Na Uy                                                                | 5–3      | Ý                                 |
| -------------------------------------------------------------------- | -------- | --------------------------------- |
| Klaveness 7', 57' · Christensen 29' · Gulbrandsen 35' · Mellgren 44' | Chi tiết | Gabbiadini 8' 53' · Camporese 69' |

### Vòng đấu loại trực tiếp
|  | Bán kết                 | Bán kết |   |  | Chung kết              | Chung kết |  |
|  |                         |         |   |  |                        |           |  |
|  | 15 tháng 6 - Preston    |         |   |  |                        |           |  |
|  | Đức                     | 4       |   |  |                        |           |  |
|  | Phần Lan                | 1       |   |  |                        |           |  |
|  |                         |         |   |  |                        |           |  |
|  |                         |         |   |  | 19 tháng 6 - Blackburn |           |  |
|  |                         |         |   |  | Đức                    | 3         |  |
|  |                         | Na Uy   | 1 |  |                        |           |  |
|  |                         |         |   |  |                        |           |  |
|  |                         |         |   |  |                        |           |  |
|  |                         |         |   |  |                        |           |  |
|  | 16 tháng 6 - Warrington |         |   |  |                        |           |  |
|  | Thụy Điển               | 2       |   |  |                        |           |  |
|  | Na Uy                   | 3       |   |  |                        |           |  |

#### Bán kết
| Đức                                     | 4–1      | Phần Lan     |
| --------------------------------------- | -------- | ------------ |
| Grings 3', 12' · Pohlers 8' · Prinz 62' | Chi tiết | Mustonen 15' |

| Thụy Điển          | 2–3 (aet) | Na Uy                                 |
| ------------------ | --------- | ------------------------------------- |
| Ljungberg 43', 89' | Chi tiết  | Gulbrandsen 41', 109' · Herlovsen 65' |

#### Chung kết
| Đức                                 | 3–1      | Na Uy        |
| ----------------------------------- | -------- | ------------ |
| Grings 21' · Lingor 24' · Prinz 63' | Chi tiết | Mellgren 41' |

| Đức:              |    |                    |  |     |
|                   |    |                    |  |     |
| TM                | 1  | Silke Rottenberg   |  |     |
| HV                | 4  | Steffi Jones       |  |     |
| TĐ                | 6  | Inka Grings        |  | 68' |
| TĐ                | 9  | Birgit Prinz (c)   |  |     |
| TV                | 10 | Renate Lingor      |  |     |
| TĐ                | 11 | Anja Mittag        |  | 58' |
| HV                | 13 | Sandra Minnert     |  |     |
| TV                | 14 | Britta Carlson     |  | 81' |
| TV                | 16 | Conny Pohlers      |  |     |
| HV                | 17 | Ariane Hingst      |  |     |
| TV                | 18 | Kerstin Garefrekes |  |     |
| Thay người:       |    |                    |  |     |
| TĐ                | 20 | Petra Wimbersky    |  | 58' |
| TĐ                | 8  | Sandra Smisek      |  | 68' |
| HV                | 5  | Sarah Günther      |  | 81' |
| Huấn luyện viên:  |    |                    |  |     |
| Tina Theune-Meyer |    |                    |  |     |

| Na Uy:           |    |                        |  |     |
|                  |    |                        |  |     |
| TM               | 1  | Bente Nordby           |  |     |
| HV               | 2  | Ane Stangeland (c)     |  |     |
| HV               | 3  | Gunhild Følstad        |  |     |
| HV               | 4  | Ingvild Stensland      |  |     |
| HV               | 6  | Marit Christensen      |  |     |
| TV               | 7  | Trine Rønning          |  | 83' |
| TV               | 8  | Solveig Gulbrandsen    |  |     |
| TĐ               | 14 | Dagny Mellgren         |  |     |
| HV               | 17 | Marianne Paulsen       |  |     |
| TĐ               | 19 | Stine Frantzen         |  | 59' |
| TĐ               | 20 | Lise Klaveness         |  | 87' |
| Thay người:      |    |                        |  |     |
| TĐ               | 9  | Isabell Herlovsen      |  | 59' |
| TV               | 18 | Marie Knutsen          |  | 83' |
| TĐ               | 16 | Kristin Blystad-Bjerke |  | 87' |
| Huấn luyện viên: |    |                        |  |     |
| Bjarne Berntsen  |    |                        |  |     |

| - Trợ lý trọng tài: - Blaženka Logarušić (Croatia) - Yolanda Parga Rodríguez (Tây Ban Nha) - Trọng tài thứ tư: Dagmar Damková (Cộng hòa Séc) |

## Cầu thủ ghi bàn
4 bàn
- Inka Grings

3 bàn
| - Conny Pohlers - Birgit Prinz | - Solveig Gulbrandsen | - Hanna Ljungberg |

2 bàn
| - Cathrine Paaske-Sørensen - Renate Lingor - Isabell Herlovsen | - Lise Klaveness - Dagny Mellgren - Marinette Pichon | - Laura Österberg Kalmari - Melania Gabbiadini |

1 bàn
| - Amanda Barr - Karen Carney - Fara Williams - Merete Pedersen - Johanna Rasmussen - Steffi Jones | - Sandra Minnert - Anja Mittag - Marit Christensen - Stéphanie Mugneret-Béghé - Hoda Lattaf - Heidi Kackur | - Minna Mustonen - Anna-Kaisa Rantanen - Anna Sjöström - Elisa Camporese - Sara Di Filippo |

Phản lưới nhà
- Sanna Valkonen (trận gặp Anh)